# Lactarius fumeacolor
Lactarius fumeacolor, antes designado como fumaecolor, é um fungo que pertence ao gênero de cogumelos Lactarius na ordem Russulales. Encontrado na Europa, foi descrito cientificamente pela micologista norte-americana Gertrude Simmons Burlingham em 1945.